# 吉田照哉
吉田 照哉（よしだ てるや、1947年11月12日 - ）は、日本の実業家。
日本を代表する競走馬生産牧場として知られる社台ファームの代表を務める。

## 来歴
社台グループ創始者吉田善哉の長男。慶應義塾高等学校、慶應義塾大学経済学部卒業。高校大学ともに馬術部に所属。竹田恒和は馬術部の同期である。1972年、フォンテンブローファーム場長として渡米。中央競馬においては父の勝負服（黄、黒縦縞、赤袖）の服飾を受け継いでいる。
弟にノーザンファーム代表及び社台スタリオンステーション代表取締役吉田勝己、追分ファーム代表及び社台スタリオンステーション専務取締役吉田晴哉がいる。さらに母の吉田和子、妻の吉田千津も馬主、息子の吉田哲哉は社台レースホース代表という競馬一家である。

## 主な所有馬

照哉の勝負服柄（欧州）

GI競走優勝馬（所有時、GI級のものも含む）
- エリンコート（優駿牝馬）
- カーリング / Carling（ディアヌ賞、ヴェルメイユ賞）
- ギャラントダンサー（朝日杯3歳ステークス）
- サプレザ / Sahpresa（サンチャリオットステークス）
- サンテミリオン（優駿牝馬）
- スキーパラダイス / Ski Paradise（ムーラン・ド・ロンシャン賞）
- スクリーンヒーロー（ジャパンカップ）
- スティンガー（阪神3歳牝馬ステークス）
- ストロングリターン（安田記念）
- デュランダル（マイルチャンピオンシップ2勝、スプリンターズステークス）
- ファルブラヴ（イスパーン賞、エクリプスステークス、インターナショナルステークス、クイーンエリザベス2世ステークス、香港カップ）
- フレンドシップ（ジャパンダートダービー）
- マグニフィカ（ジャパンダートダービー）
- マルバイユ / Marbye（アスタルテ賞）
- ララベル（JBCレディスクラシック）[3]
- ロゴタイプ（朝日杯フューチュリティステークス、皐月賞、安田記念）

その他
- チマデトリオンフ / Cima De Triomphe
- ホワイトマズル / White Muzzle
- デインドリーム
- トウキョウゴールド / Tokyo Gold（デルビーイタリアーノ）
- クラウンプライド
- プールヴィル
- マニックサンデー
- エクセラントカーヴ
- ワイルドフラッパー
- アムールポエジー

## エピソード
- 2002年のジャパンカップにおいて、フジテレビの「スーパー競馬」に解説者として出演したが、このときにあまり単勝オッズ人気が無かったファルブラヴを注目馬と推し、そのファルブラヴが優勝するという、見事な相馬眼を見せている。
- 2005年の優駿において、最強馬について聞かれた時、サラブレッドは進化するものであり、かつての名馬を神格化しすぎるのを嫌い、秋古馬三冠を達成したばかりのゼンノロブロイを推薦している。
- もちろん前述の相馬眼は、本業の競走馬生産にも生かされており、サラブレッドとしては非常に体が小さかったノーザンテーストを購入した事について「あの時のセリに出ていた馬の中では、骨格・筋肉の付き方など馬体は最高のものを持っていた」と後に述懐している[4]。
- 近年の日本における競走馬生産について「どの種牡馬をどの牝馬と交配させるなんて難しく考える必要はない。いい馬にはいい馬を付けるだけ」という見解を公言している[5]。吉田の弁によれば「ノーザンテーストは見ての通り体が小さいし、サンデーサイレンスは飛節が曲がっている。ブライアンズタイムなんて、あの丸太のような脚を実際見たら、普通はつける（配合する）気にはならない。しかし産駒はみんな良く走る。理論や常識にそぐわないとしても、良い馬はやはり良い馬を出す」との事。なおサンデーサイレンスの飛節の件に関しては、野平祐二も「みんなあの脚で、あれだけ走るのだけは解らない」と語るほど、多くの産駒に受け継がれていた有名な特徴である。
- 趣味は、学生時代からやっていたギター演奏で、時にパーティなどでその腕を披露することもある。
- 社台ファーム入社後から、アメリカ合衆国やイギリスの競走馬生産現場での研修で、海外生活が長かった事から英語が堪能であり、2008年のデイリー杯クイーンカップのテレビ放送向け優勝騎手インタビューでは、クリストフ・ルメールへの日本語通訳を自ら買って出たこともあった。
- デインドリームがバーデン大賞優勝後に権利の半分を購入。照哉氏が追加登録料10万ユーロを払い凱旋門賞に出走し、結果凱旋門賞を優勝。しかし勝つと思わなかったので現地に訪れず「凱旋門賞で自分の所有馬が勝つのを現地で見届けるという、一生に一度のチャンスを逃した。」と語っている。[6]
- 2024年のヴィクトリアマイルを社台ファームの生産馬であるテンハッピーローズが制し表彰式に出席した際に、プレゼンターであるなかやまきんに君のネタである「パワー」のポーズを共に披露[7]。さらに同月の東京優駿を社台ファーム生産馬のダノンデサイルが優勝した際にも、なかやまきんに君は不在にもかかわらず再び「パワー」のポーズを披露した[8]。

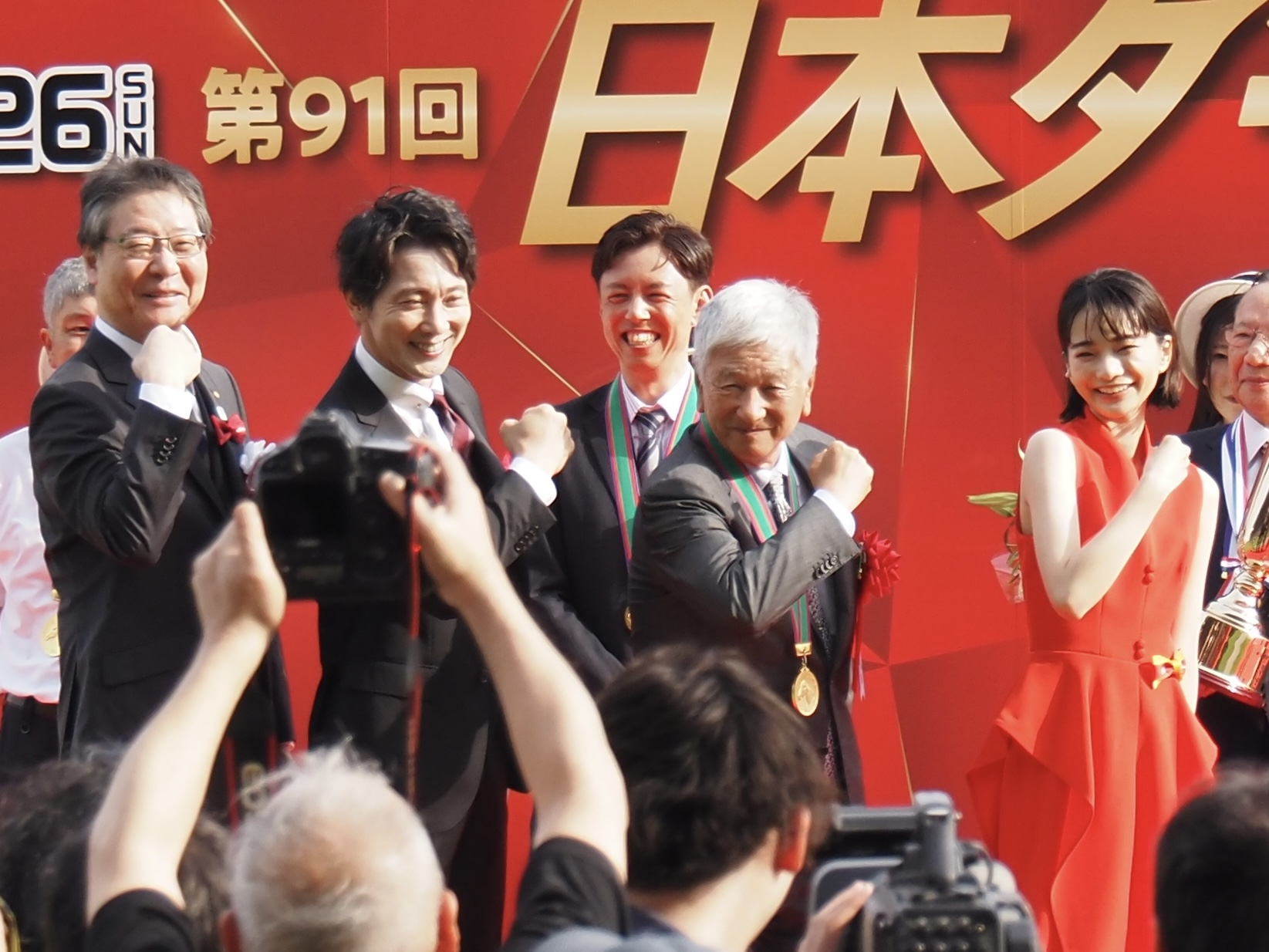
吉田に合わせ、吉田正義（JRA理事長）、佐々木蔵之介、見上愛らもポーズを披露した。

## 著書
- 「強い馬づくり最前線―吉田照哉競馬対談集 社台ファームの馬は何故強いか」（ミデアム出版社）
- 「馬づくり馬そだての戦略」（ミデアム出版社）